# چهار در
چهار در یک منطقهٔ مسکونی در افغانستان است که در ولایت بغلان واقع شده‌است.